# Poronaj
Poronaj (ros. Порона́й) – najdłuższa rzeka na wyspie Sachalin (Rosja). Przepływa przez okręgi miejskie tymowski, smirnychowski i poronajski obwodu sachalińskiego. Jej nazwa wywodzi się z języka ajnuskiego i oznacza wielką rzekę.

## Geografia
Źródła Poronaju oraz większości jego dopływów znajdują się w Górach Zachodniosachalińskich. Długość rzeki wynosi około 350 km, powierzchnia zlewni - 7990 km². Rzeka przepływa przez błotniste tereny Niziny Tymowsko-Poronajskiej, swój bieg kończy w Zaliwie Tierpienija, będącym częścią Morza Ochockiego.
Według Państwowego rejestru wodnego Rosji, na całej swojej długości Poronaj zasilany jest przez nie mniej niż 60 dopływów. Szerokość jego koryta dobiega 350 m, natomiast głębokość 8–10 m. Około 80–100 km od swojego ujścia wody pozwalają na swobodne poruszanie się niewielkich statków. W odległości 10 km od Morza Ochockiego rzeka rozwidla się na dwie odnogi, które łączą się z jego wodami w odstępie 5 km od siebie. Pomiędzy nimi znajduje się zabagniona wyspa rzeczna. W pobliżu zachodniego ujścia leży miasto Poronajsk.
W Poronaju, podobnie jak w innych rzekach Sachalinu licznie występują łososie. Szacuje się, że aż jedna trzecia światowej populacji tych ryb żyje w wodach Dalekiego Wschodu, zwłaszcza w Morzu Ochockim otaczającym Sachalin.

## Hydrologia
Poronaj jest zasilany zarówno przez wody roztopowe, gruntowe, jak i opadowe. Uśredniony roczny przepływ rzeki wynosi 120 m³/s. Od grudnia do kwietnia pokrywa się lodem.

## Dopływy
Największym dopływem Poronaju jest licząca 95 km Leonidowka. Wpada ona do Poronaju z prawej strony, 1,7 km przed jego ujściem do morza. Inne istotne dopływy to Orłowka (83 km), Onorka (77 km), Kamienka (71 km), Bujuklinka (63 km), Jelnaja (61 km), Żytnica (61 km). Ponadto do rzeki trafiają wody z sześciu niewielkich jezior, spośród których największe — Ochotniczje, posiada powierzchnię 4 km².